# Нцкаи-Пан
Нцкаи-Пан — национальный парк в Ботсване. Расположен в одноименной бессточной впадине — части более крупной Макгадикгади.

## Расположение
Парк расположен в северной части Ботсваны в юго-восточной части Северо-Западного района к северу от солончака Макгадикгади. Его площадь — 2578 км² — занята лесами, саванной и обширными участками лугов. Также на территории парка расположены две бессточные впадины, бывшие когда-то частью Макгадикгади, начавшего высыхать около 10000 лет назад, — это Нцкаи-Пан и Кгама-Кгама Пан. К югу от Нцкаи-Пан расположен другой национальный парк страны — Макгадикгади.

## Описание
В 1970 году Нцкаи-Пан получил статус заповедника, а с 1992 года — национального парка. После присвоения статуса национального парка территория Нцкаи-Пан была увеличена с 1676 км² за счёт присоединения к ней Баобабов Байнеса.
Наиболее привлекательным для посещения парк является с ноября по апрель, во время сезона дождей, в связи с обилием растительности, перелётных птиц, стад травоядных животных и хищников. Однако, передвижение в дождливое время года по парку становится проблематичным из-за размытых глинистых дорог. Остальное время года — с мая по октябрь, начинается сезон засухи, с температурой за 40 градусов и сухим воздухом. В это время большая часть водоёмов парка пересыхает и животные скапливаются у искусственного водопоя.

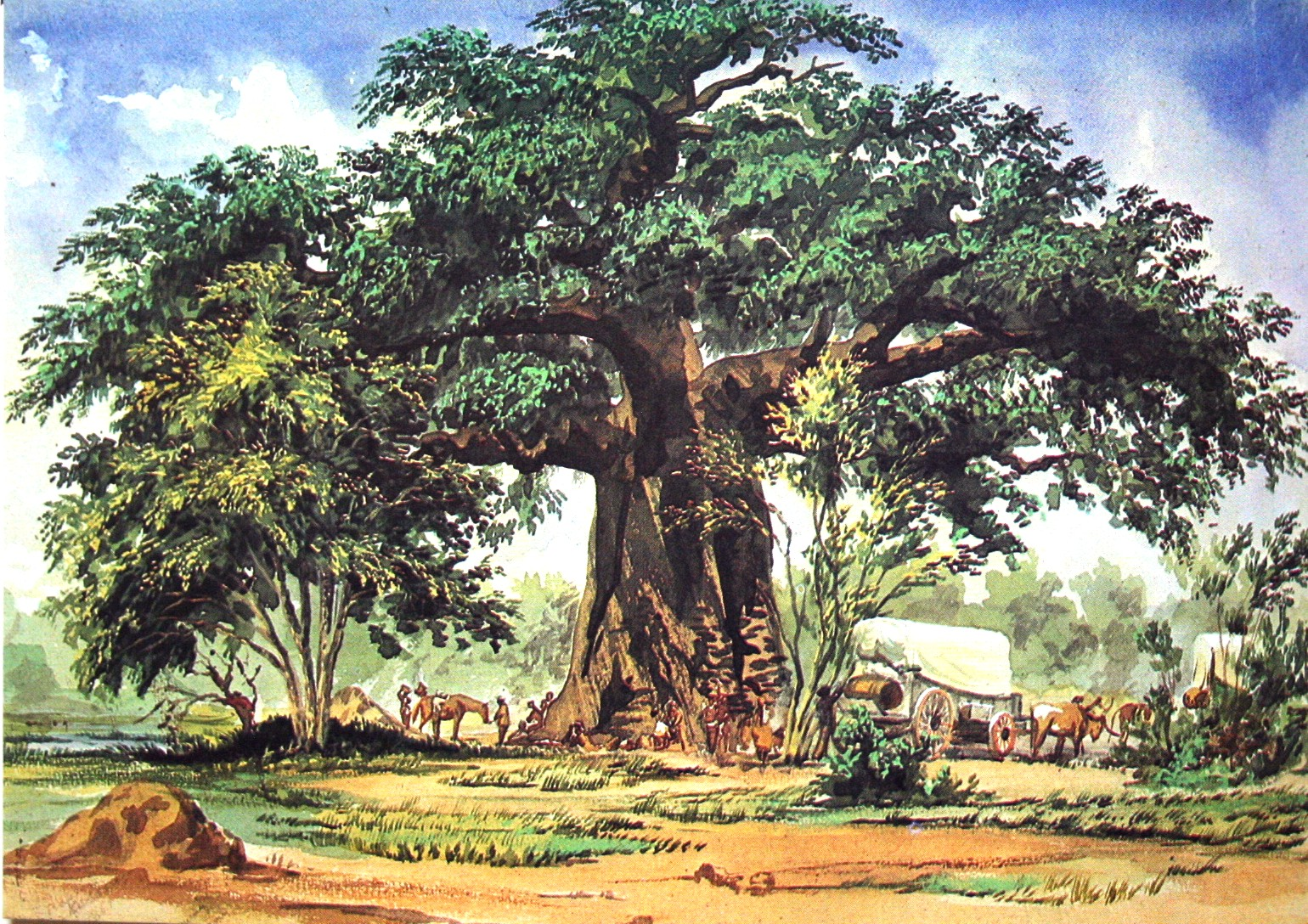
Баобабы Нцкаи-Пан на картине Томаса Байнеса

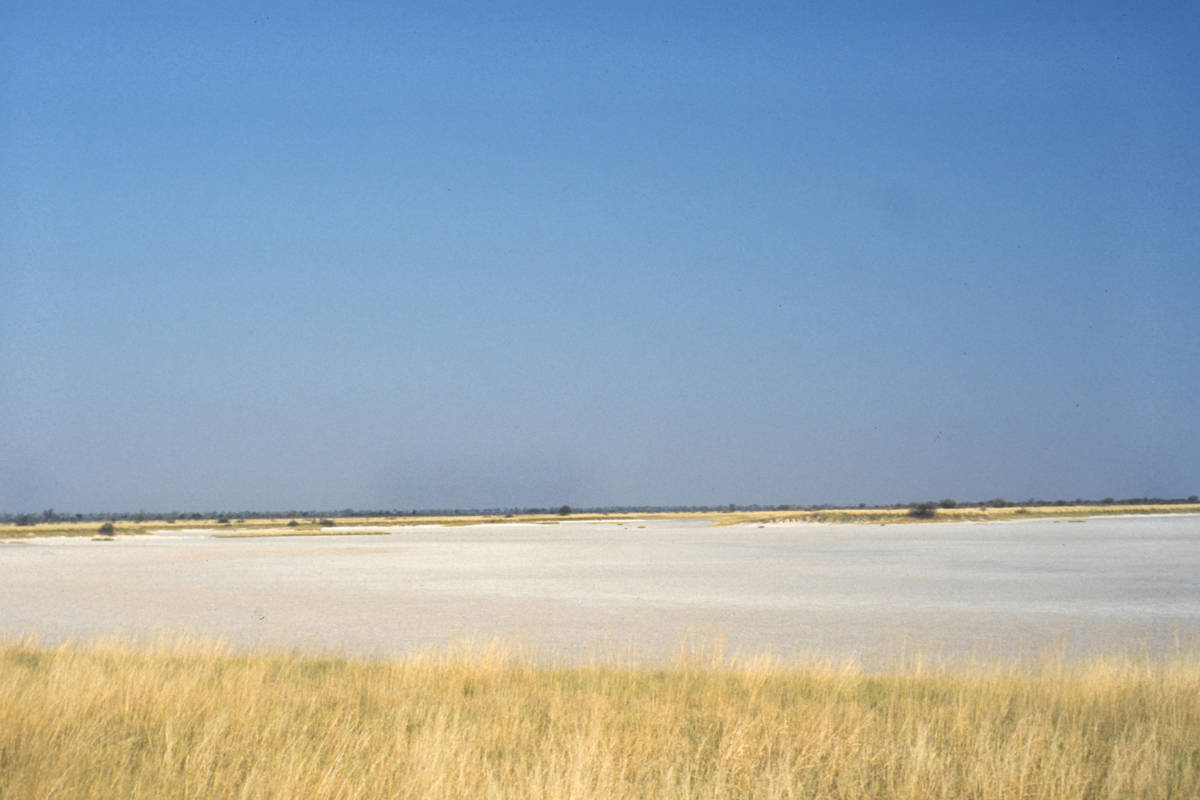
Солончаки Нцкаи-Пан

## Фауна
Из животных в парке обитают антилопы, газели, зебры, гну, ориксы, канны, львы, жирафы, куду, шакалы, медоеды. Из нетипичных для данной местности животных в парке встречаются конгони, большеухие лисицы, бурые гиены, гепарды, носороги. Очень богата орнитофауна парка — на территории Нцкаи-Пан встречается более 250 видов местных и перелётных птиц, включая страусов, пустельгу, тетерева, красноклювого турача.

## Флора
Растительность представлена в первую очередь лугами короткой травы, обеспечивающей питание для газелей и антилоп. Из деревьев, кроме баобабов, распространены акация кручёная и другие акациевые, комбретум, охна красивая, кофейные деревья, терминалии, дихростахис сизый, тархонантус камфорный и другие. Кроме того, большое количество различных полевых цветов во время сезона дождей.
Одной из главных достопримечательностей парка являются Баобабы Байнеса — крупный баобабовый лес, названный в честь Томаса Байнеса (англ. Thomas Baines), запечатлевшего эти деревья на своей картине. Баобабы растут в 30 километрах от ворот парка. Байнес был исследователем, художником, естествоиспытателем и картографом. В 1861—1863 годах он вместе с Джэймсем Чэпменом проходил через территорию нынешнего парка во время их двухлетнего путешествия из Намибии к водопаду Виктория.

## Туризм
На территории парка, в 2 километрах от входных ворот, расположен единственный палаточный лагерь для туристов, рассчитанный на 18 гостей. На территории лагеря находятся столовая, библиотека и магазин сувениров. Попасть в парк можно по автомобильной дороге от столицы Ботсваны — города Мауна, расположенного в 138 км от Нцкаи-Пан. Ближайший населённый пункт — село Гвета, находящееся в 104 км от национального парка.